# خوسه آرسگا
خوسه آرسگا (اسپانیایی: José Arcega‎؛ زادهٔ ۳۱ مهٔ ۱۹۶۴) بازیکن بسکتبال اهل اسپانیا بود.
از باشگاه‌هایی که در آن بازی کرده‌است می‌توان به باشگاه بسکتبال ساراگوسا اشاره کرد.